# 曾美
曾美（1914年—2015年1月31日），原名曾昭泰，男，江西兴国人，中国人民解放军将领、中国人民解放军开国少将。

## 生平
1930年参加中国工农红军，1932年加入中国共产党。抗日战争期间，担任冀晋军区二分区司令员。第二次国共内战期间，任华北军区三兵团一纵队一旅旅长，第二兵团六十六军一九六师师长、六十七军参谋长。中华人民共和国成立后，任北岳军区独立第一旅旅长。曾任中国人民解放军66军参谋长。他还曾先后五次担任国庆阅兵副总指挥。1955年，授予中国人民解放军少将。次年，担任北京军区参谋长。1963年，担任北京卫戍区司令员。2015年1月31日在石家庄市白求恩国际和平医院逝世，享年101岁。